# Молодіжний чемпіонат світу з футболу 1997
Молодіжний чемпіонат світу з футболу 1997 року (англ. 1997 FIFA World Youth Championship) — 11-ий розіграш молодіжного чемпіонату світу, що проходив з 16 червня по 5 липня 1997 року в [Малайзії. Кількість команд, що беруть участь у турнірі, збільшилася з 16 до 24, з подальшим ще одним раундом плей-оф. Перемогу здобула збірна Аргентини, яка перемога у фіналі Уругвай з рахунком 2:1 і таким чином здобула третій трофей у своїй історії. Найкращим гравцем турніру став уругваєць Ніколас Олівера, а найкращим бомбардиром — бразилець Адаїлтон з десятьма голами.
Турнір проходив на восьми стадіонах у восьми малазійських містах — Шах-Алам, Кучинг, Алор-Сетар, Куантан, Кангар та Джохор-Бару. Це був перший турнір ФІФА, який проводився у країнах Південно-Східної Азії.

## Кваліфікація

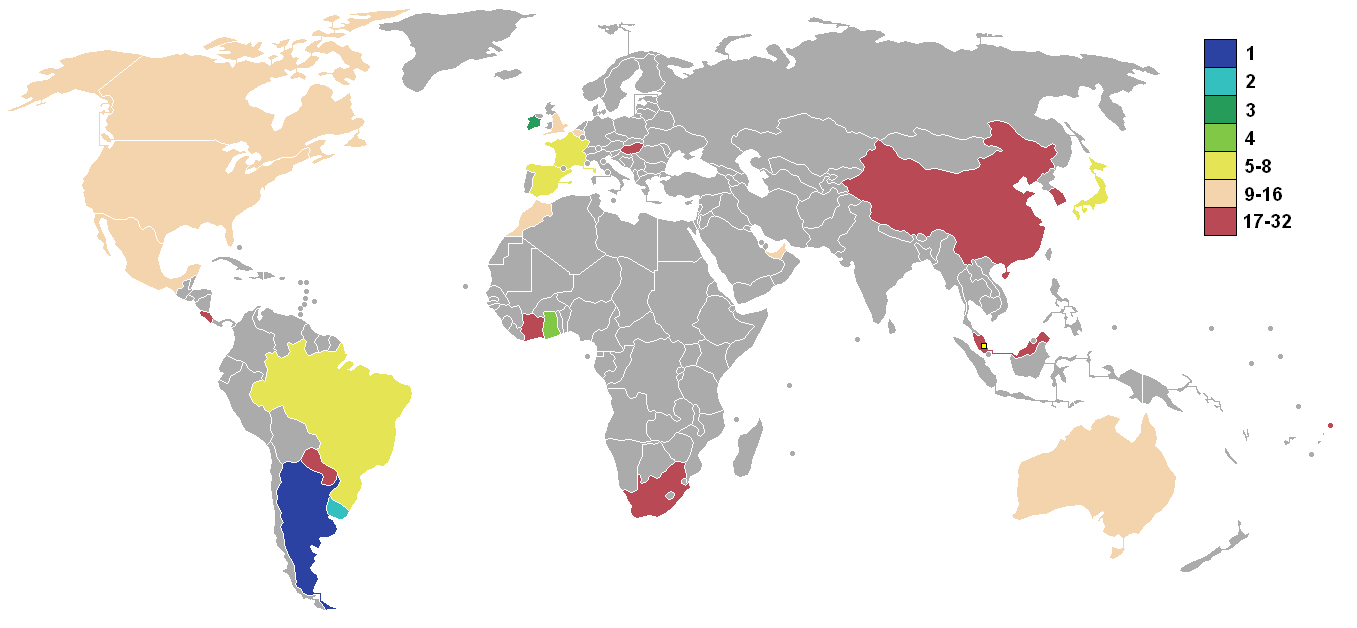
Країни-учасниці молодіжного чемпіонату світу та їх місця на турнірі

Малайзія автоматично отримали місце у фінальному турнірі на правах господаря. Решта 23 учасники визначилися за підсумками 6-ти молодіжних турнірів, що проводились кожною Конфедерацією, яка входить до ФІФА.
| Конфедерація | Турнір                                      | Збірні                                            |
| ------------ | ------------------------------------------- | ------------------------------------------------- |
| АФК          | Господар                                    | Малайзія1                                         |
| АФК          | Молодіжний чемпіонат Азії 1996              | КНР Японія Південна Корея ОАЕ1                    |
| КАФ          | Молодіжний чемпіонат Африки 1997            | Кот-д'Івуар Гана Марокко ПАР1                     |
| КОНКАКАФ     | Молодіжний чемпіонат КОНКАКАФ 1996          | Канада Коста-Рика Мексика США                     |
| КОНМЕБОЛ     | Молодіжний чемпіонат Південної Америки 1997 | Аргентина Бразилія Парагвай Уругвай               |
| ОФК          | Молодіжний чемпіонат ОФК 1997               | Австралія                                         |
| УЄФА         | Юнацький чемпіонат Європи (U-18) 1996       | Бельгія1 Англія Франція Угорщина Ірландія Іспанія |

1.↑  Дебютант молодіжних чемпіонатів світу.

## Стадіони
| Шах-Алам                                              | Кучинг              | Алор-Сетар        |
| ----------------------------------------------------- | ------------------- | ----------------- |
| «Шах-Алам»                                            | «Саравак»           | «Дарул Аман»      |
| Місткість: 80,000                                     | Місткість: 40,000   | Місткість: 32,387 |
|                                                       |                     |                   |
| Шах-Алам Кучинг Алор-Сетар Куантан Кангар Джохор-Бару |                     |                   |
| Куантан                                               | Кангар              | Джохор-Бару       |
| «Дарул Макмур»                                        | «Туанку Саєд Путра» | «Ларкін»          |
| Місткість: 40,000                                     | Місткість: 20,000   | Місткість: 30,000 |
|                                                       |                     |                   |

## Склади
Команди мали подати заявку з 18 гравців (двоє з яких — воротарі).

## Груповий етап
Переможці груп і команди, що зайняли другі місця, так само як і чотири найкращі команди, що зайняли треті місця, проходять в 1/8 фіналу.
| Умовні колірні позначення | Умовні колірні позначення          |
| ------------------------- | ---------------------------------- |
|                           | Команди, що проходять в 1/8 фіналу |

### Група A
| Збірна   | О | І | В | Н | П | ГЗ | ГП | РГ | Кваліфікація    |
| -------- | - | - | - | - | - | -- | -- | -- | --------------- |
| Уругвай  | 7 | 3 | 2 | 1 | 0 | 6  | 1  | +5 | Вихід в плей-оф |
| Марокко  | 5 | 3 | 1 | 2 | 0 | 4  | 2  | +2 | Вихід в плей-оф |
| Бельгія  | 4 | 3 | 1 | 1 | 1 | 4  | 4  | 0  | Вихід в плей-оф |
| Малайзія | 0 | 3 | 0 | 0 | 3 | 2  | 9  | −7 |                 |

| 16 червня 1997 21:00 |

| Малайзія         | 1–3      | Марокко                          |
| ---------------- | -------- | -------------------------------- |
| Сафрі 10' (а.г.) | Протокол | Сектіуї 14' Хамма 33' Баруді 93' |

| «Шах-Алам», Шах-Алам Глядачів: 25,000 Арбітр: Жиль Весс'єр (Франція) |

| 17 червня 1997 20:00 |

| Уругвай                      | 3–0      | Бельгія |
| ---------------------------- | -------- | ------- |
| Подеста 41' Коельйо 56', 79' | Протокол |         |

| «Шах-Алам», Шах-Алам Глядачів: 2,000 Арбітр: Кім Йон Джу (Південна Корея) |

| 19 червня 1997 17:30 |

| Малайзія  | 1–3      | Уругвай                                |
| --------- | -------- | -------------------------------------- |
| Фадлі 11' | Протокол | Салаєта 24' Халед 39' (а.г.) Лопес 77' |

| «Шах-Алам», Шах-Алам Глядачів: 10,000 Арбітр: Жиль Весс'єр (Франція) |

| 19 червня 1997 20:00 |

| Марокко     | 1–1      | Бельгія             |
| ----------- | -------- | ------------------- |
| Терміна 79' | Протокол | Ван Ганденговен 60' |

| «Шах-Алам», Шах-Алам Глядачів: 8,000 Арбітр: Убальдо Акіно (Парагвай) |

| 22 червня 1997 17:30 |

| Малайзія | 0–3      | Бельгія                              |
| -------- | -------- | ------------------------------------ |
|          | Протокол | Ван Ганденговен 10', 30' Ремакль 83' |

| «Шах-Алам», Шах-Алам Глядачів: 25,000 Арбітр: Убальдо Акіно (Парагвай) |

| 22 червня 1997 20:00 |

| Марокко | 0–0      | Уругвай |
| ------- | -------- | ------- |
|         | Протокол |         |

| «Шах-Алам», Шах-Алам Глядачів: 25,000 Арбітр: Кім Йон Джу (Південна Корея) |

### Група B
| Збірна         | О | І | В | Н | П | ГЗ | ГП | РГ  | Кваліфікація    |
| -------------- | - | - | - | - | - | -- | -- | --- | --------------- |
| Бразилія       | 9 | 3 | 3 | 0 | 0 | 15 | 3  | +12 | Вихід в плей-оф |
| Франція        | 6 | 3 | 2 | 0 | 1 | 8  | 7  | +1  | Вихід в плей-оф |
| ПАР            | 1 | 3 | 0 | 1 | 2 | 2  | 6  | −4  |                 |
| Південна Корея | 1 | 3 | 0 | 1 | 2 | 5  | 14 | −9  |                 |

| 17 червня 1997 16:30 |

| Південна Корея | 0–0      | ПАР |
| -------------- | -------- | --- |
|                | Протокол |     |

| «Саравак», Кучинг Глядачів: 20,000 Арбітр: Георг Дарденн (Німеччина) |

| 17 червня 1997 20:45 |

| Франція | 0–3      | Бразилія                                   |
| ------- | -------- | ------------------------------------------ |
|         | Протокол | Алекс 5' Адаїлтон 61' Сільвестр 90' (а.г.) |

| «Саравак», Кучинг Глядачів: 40,000 Арбітр: Нік Ахмад Хаджі Якуб (Малайзія) |

| 19 червня 1997 16:30 |

| Південна Корея             | 2–4      | Франція                      |
| -------------------------- | -------- | ---------------------------- |
| Пак Джин Соп 54', 68' (п.) | Протокол | Анрі 1', 10' Трезеге 2', 52' |

| «Саравак», Кучинг Глядачів: 3,246 Арбітр: Пітер Прендергаст (Ямайка) |

| 19 червня 1997 19:15 |

| ПАР | 0–2      | Бразилія          |
| --- | -------- | ----------------- |
|     | Протокол | Адаїлтон 53', 57' |

| «Саравак», Кучинг Глядачів: 7,939 Арбітр: Георг Дарденн (Німеччина) |

| 22 червня 1997 16:30 |

| Південна Корея                               | 3–10     | Бразилія                                                                             |
| -------------------------------------------- | -------- | ------------------------------------------------------------------------------------ |
| Лі Кван Ву 56' Чун Сок Кин 73' Лі Юн Мін 89' | Протокол | Фернандао 19', 42' Адаїлтон 30', 32' (п.), 35' (п.), 39', 63', 69' Зе Еліаш 68', 82' |

| «Саравак», Кучинг Глядачів: 9,576 Арбітр: Нік Ахмад Хаджі Якуб (Малайзія) |

| 22 червня 1997 19:15 |

| ПАР             | 2–4      | Франція                              |
| --------------- | -------- | ------------------------------------ |
| Гартлі 42', 90' | Протокол | Трезеге 22', 61' Анрі 83' Люксен 89' |

| «Саравак», Кучинг Глядачів: 9,757 Арбітр: Пітер Прендергаст (Ямайка) |

### Група C
| Збірна   | О | І | В | Н | П | ГЗ | ГП | РГ | Кваліфікація    |
| -------- | - | - | - | - | - | -- | -- | -- | --------------- |
| Гана     | 7 | 3 | 2 | 1 | 0 | 4  | 2  | +2 | Вихід в плей-оф |
| Ірландія | 4 | 3 | 1 | 1 | 1 | 4  | 4  | 0  | Вихід в плей-оф |
| США      | 3 | 3 | 1 | 0 | 2 | 2  | 3  | −1 | Вихід в плей-оф |
| КНР      | 2 | 3 | 0 | 2 | 1 | 2  | 3  | −1 |                 |

| 17 червня 1997 17:30 |

| Гана                 | 2–1      | Ірландія   |
| -------------------- | -------- | ---------- |
| Гамбо 27' Муктар 66' | Протокол | Моллой 51' |

| «Дарул Аман», Алор-Сетар Глядачів: 5,100 Арбітр: Оскар Руїс (Колумбія) |

| 17 червня 1997 20:00 |

| КНР | 0–1      | США      |
| --- | -------- | -------- |
|     | Протокол | Вест 90' |

| «Дарул Аман», Алор-Сетар Глядачів: 9,769 Арбітр: Аманд Ансьйон (Бельгія) |

| 19 червня 1997 17:30 |

| Гана      | 1–1      | КНР            |
| --------- | -------- | -------------- |
| Аппіа 74' | Протокол | Лі Цзіньюй 43' |

| «Дарул Аман», Алор-Сетар Глядачів: 5,000 Арбітр: Леон Падро Борха (Мексика) |

| 19 червня 1997 20:00 |

| Ірландія                       | 2–1      | США             |
| ------------------------------ | -------- | --------------- |
| Каммінз 6' Корралес 25' (а.г.) | Протокол | Флорес 39' (п.) |

| «Дарул Аман», Алор-Сетар Глядачів: 5,000 Арбітр: Оскар Руїс (Колумбія) |

| 22 червня 1997 17:30 |

| Гана           | 1–0      | США |
| -------------- | -------- | --- |
| Офорі-Куає 32' | Протокол |     |

| «Дарул Аман», Алор-Сетар Глядачів: 8,000 Арбітр: Саад Каміль Аль-Фадлі (Кувейт) |

| 22 червня 1997 20:00 |

| Ірландія    | 1–1      | КНР         |
| ----------- | -------- | ----------- |
| Каммінз 21' | Протокол | Ван Пен 11' |

| «Дарул Аман», Алор-Сетар Глядачів: 9,000 Арбітр: Хосе Луїс да Роза (Уругвай) |

### Група D
| Збірна     | О | І | В | Н | П | ГЗ | ГП | РГ | Кваліфікація    |
| ---------- | - | - | - | - | - | -- | -- | -- | --------------- |
| Іспанія    | 9 | 3 | 3 | 0 | 0 | 8  | 2  | +6 | Вихід в плей-оф |
| Японія     | 4 | 3 | 1 | 1 | 1 | 10 | 7  | +3 | Вихід в плей-оф |
| Парагвай   | 2 | 3 | 0 | 2 | 1 | 5  | 6  | −1 |                 |
| Коста-Рика | 1 | 3 | 0 | 1 | 2 | 3  | 11 | −8 |                 |

| 18 червня 1997 17:30 |

| Японія             | 1–2      | Іспанія                |
| ------------------ | -------- | ---------------------- |
| Янагісава 65' (п.) | Протокол | Фарінос 23' Ангуло 56' |

| «Дарул Макмур», Куантан Глядачів: 5,000 Арбітр: Хосе Луїс да Роза (Уругвай) |

| 18 червня 1997 20:00 |

| Коста-Рика | 1–1      | Парагвай  |
| ---------- | -------- | --------- |
| Брайс 45'  | Протокол | Роман 59' |

| «Дарул Макмур», Куантан Глядачів: 5,000 Арбітр: Саад Каміль Аль-Фадлі (Кувейт) |

| 20 червня 1997 17:30 |

| Японія                                                    | 6–2      | Коста-Рика            |
| --------------------------------------------------------- | -------- | --------------------- |
| Оно 3', 22' Накамура 7' Дзьодзьо 78' Фукуда 93' Нагаї 95' | Протокол | Ледесма 28' Соліс 59' |

| «Дарул Макмур», Куантан Глядачів: 9,000 Арбітр: Хосе Луїс да Роза (Уругвай) |

| 20 червня 1997 20:00 |

| Іспанія       | 2–1      | Парагвай     |
| ------------- | -------- | ------------ |
| Деус 30', 78' | Протокол | Морініго 65' |

| «Дарул Макмур», Куантан Глядачів: 9,000 Арбітр: Саад Каміль Аль-Фадлі (Кувейт) |

| 23 червня 1997 17:30 |

| Японія                                 | 3–3      | Парагвай                              |
| -------------------------------------- | -------- | ------------------------------------- |
| Дзьодзьо 31' Хірояма 45' Янагісава 62' | Протокол | Касерес 17' да Сільва 38' Самудіо 67' |

| «Дарул Макмур», Куантан Глядачів: 5,000 Арбітр: Абдеррахім Ель-Арджун (Марокко) |

| 23 червня 1997 20:00 |

| Іспанія                                             | 4–0      | Коста-Рика |
| --------------------------------------------------- | -------- | ---------- |
| Рівера 3' Альбельда 23' Фарінос 24' (п.) Рібера 78' | Протокол |            |

| «Дарул Макмур», Куантан Глядачів: 5,000 Арбітр: Карл-Ерік Нільссон (Швеція) |

### Група E
| Збірна    | О | І | В | Н | П | ГЗ | ГП | РГ | Кваліфікація    |
| --------- | - | - | - | - | - | -- | -- | -- | --------------- |
| Австралія | 7 | 3 | 2 | 1 | 0 | 5  | 3  | +2 | Вихід в плей-оф |
| Аргентина | 6 | 3 | 2 | 0 | 1 | 8  | 5  | +3 | Вихід в плей-оф |
| Канада    | 4 | 3 | 1 | 1 | 1 | 3  | 3  | 0  | Вихід в плей-оф |
| Угорщина  | 0 | 3 | 0 | 0 | 3 | 1  | 6  | −5 |                 |

| 18 червня 1997 17:30 |

| Угорщина | 0–3      | Аргентина                         |
| -------- | -------- | --------------------------------- |
|          | Протокол | Ромео 9' Скалоні 42' Рікельме 50' |

| «Туанку Саєд Путра», Кангар Глядачів: 13,000 Арбітр: Абдеррахім Ель-Арджун (Марокко) |

| 18 червня 1997 20:00 |

| Австралія | 0–0      | Канада |
| --------- | -------- | ------ |
|           | Протокол |        |

| «Туанку Саєд Путра», Кангар Глядачів: 13,000 Арбітр: Карл-Ерік Нільссон (Швеція) |

| 20 червня 1997 17:30 |

| Угорщина | 0–1      | Австралія   |
| -------- | -------- | ----------- |
|          | Протокол | Оллсопп 90' |

| «Туанку Саєд Путра», Кангар Глядачів: 6,000 Арбітр: Абдеррахім Ель-Арджун (Марокко) |

| 20 червня 1997 20:00 |

| Аргентина              | 2–1      | Канада        |
| ---------------------- | -------- | ------------- |
| Ромео 32' Рікельме 65' | Протокол | Бент 43' (п.) |

| «Туанку Саєд Путра», Кангар Глядачів: 12,000 Арбітр: Карл-Ерік Нільссон (Швеція) |

| 23 червня 1997 17:30 |

| Угорщина     | 1–2      | Канада                   |
| ------------ | -------- | ------------------------ |
| Сілі 3' (п.) | Протокол | Де Розаріо 6' Кіндел 64' |

| «Туанку Саєд Путра», Кангар Глядачів: 4,000 Арбітр: Леон Падро Борха (Мексика) |

| 23 червня 1997 20:00 |

| Аргентина                               | 3–4      | Австралія                           |
| --------------------------------------- | -------- | ----------------------------------- |
| Ромео 9' Пласенте 70' Рікельме 88' (п.) | Протокол | Салапасідіс 39', 40', 55', 90' (п.) |

| «Туанку Саєд Путра», Кангар Глядачів: 8,000 Арбітр: Аманд Ансьйон (Бельгія) |

### Група F
| Збірна      | О | І | В | Н | П | ГЗ | ГП | РГ | Кваліфікація    |
| ----------- | - | - | - | - | - | -- | -- | -- | --------------- |
| Англія      | 9 | 3 | 3 | 0 | 0 | 8  | 1  | +7 | Вихід в плей-оф |
| Мексика     | 4 | 3 | 1 | 1 | 1 | 6  | 2  | +4 | Вихід в плей-оф |
| ОАЕ         | 3 | 3 | 1 | 0 | 2 | 2  | 10 | −8 | Вихід в плей-оф |
| Кот-д'Івуар | 1 | 3 | 0 | 1 | 2 | 2  | 5  | −3 |                 |

| 18 червня 1997 17:30 |

| Мексика                                                         | 5–0      | ОАЕ |
| --------------------------------------------------------------- | -------- | --- |
| Ліллінгстон 26', 56' (п.) Каріньйо 40' Торрес 60' Сантакрус 70' | Протокол |     |

| «Ларкін», Джохор-Бару Глядачів: 14,000 Арбітр: Шандор Піллер (Угорщина) |

| 18 червня 1997 20:00 |

| Кот-д'Івуар | 1–2      | Англія                  |
| ----------- | -------- | ----------------------- |
| Сіссе 22'   | Протокол | Оуен 6' (п.) Шеферд 69' |

| «Ларкін», Джохор-Бару Глядачів: 14,000 Арбітр: Інтаз Шах (Фіджі) |

| 20 червня 1997 17:30 |

| Мексика         | 1–1      | Кот-д'Івуар |
| --------------- | -------- | ----------- |
| Ліллінгстон 44' | Протокол | Дьє 33'     |

| «Ларкін», Джохор-Бару Глядачів: 9,000 Арбітр: Інтаз Шах (Фіджі) |

| 20 червня 1997 20:00 |

| ОАЕ | 0–5      | Англія                                              |
| --- | -------- | --------------------------------------------------- |
|     | Протокол | Мерфі 7', 35', 50' (п.) Оуен 52' Абдулла 60' (а.г.) |

| «Ларкін», Джохор-Бару Глядачів: 12,000 Арбітр: Фалья Н'Дой (Сенегал) |

| 23 червня 1997 17:30 |

| Мексика | 0–1      | Англія   |
| ------- | -------- | -------- |
|         | Протокол | Оуен 65' |

| «Ларкін», Джохор-Бару Глядачів: 9,000 Арбітр: Фалья Н'Дой (Сенегал) |

| 23 червня 1997 20:00 |

| ОАЕ               | 2–0      | Кот-д'Івуар |
| ----------------- | -------- | ----------- |
| Алі 52' Казім 85' | Протокол |             |

| «Ларкін», Джохор-Бару Глядачів: 9,000 Арбітр: Шандор Піллер (Угорщина) |

### Рейтинг третіх місць
| Збірна   | О | І | В | Н | П | ГЗ | ГП | РГ | Кваліфікація    |
| -------- | - | - | - | - | - | -- | -- | -- | --------------- |
| Бельгія  | 4 | 3 | 1 | 1 | 1 | 4  | 4  | 0  | Вихід в плей-оф |
| Канада   | 4 | 3 | 1 | 1 | 1 | 3  | 3  | 0  | Вихід в плей-оф |
| США      | 3 | 3 | 1 | 0 | 2 | 2  | 3  | −1 | Вихід в плей-оф |
| ОАЕ      | 3 | 3 | 1 | 0 | 2 | 2  | 10 | −8 | Вихід в плей-оф |
| Парагвай | 2 | 3 | 0 | 2 | 1 | 5  | 6  | −1 |                 |
| ПАР      | 1 | 3 | 0 | 1 | 2 | 2  | 6  | −4 |                 |

## Плей-оф
|  | 1/8 фіналу              | 1/8 фіналу              |                      |       | Чвертьфінали | Чвертьфінали |                    |                    | Півфінали | Півфінали |  |  | Фінал | Фінал |
|  |                         |                         |                      |       |              |              |                    |                    |           |           |  |  |       |       |
|  | 25 червня — Шах-Алам    |                         |                      |       |              |              |                    |                    |           |           |  |  |       |       |
|  |                         |                         |                      |       |              |              |                    |                    |           |           |  |  |       |       |
|  | Уругвай                 | 3                       |                      |       |              |              |                    |                    |           |           |  |  |       |       |
|  | Уругвай                 | 3                       | 29 червня — Шах-Алам |       |              |              |                    |                    |           |           |  |  |       |       |
|  | США                     | 0                       |                      |       |              |              |                    |                    |           |           |  |  |       |       |
|  | США                     | 0                       | Уругвай (п.)         | 1 (7) |              |              |                    |                    |           |           |  |  |       |       |
|  | 25 червня — Кучинг      |                         | Уругвай (п.)         | 1 (7) |              |              |                    |                    |           |           |  |  |       |       |
|  |                         | Франція                 | 1 (6)                |       |              |              |                    |                    |           |           |  |  |       |       |
|  | Мексика                 | Франція                 | 1 (6)                | 0     |              |              |                    |                    |           |           |  |  |       |       |
|  | Мексика                 |                         | 2 липня — Шах-Алам   | 0     |              |              |                    |                    |           |           |  |  |       |       |
|  | Франція                 | 1                       |                      |       |              |              |                    |                    |           |           |  |  |       |       |
|  | Франція                 | 1                       | Уругвай (д.ч.)       | 3     |              |              |                    |                    |           |           |  |  |       |       |
|  | 26 червня — Кангар      |                         | Уругвай (д.ч.)       | 3     |              |              |                    |                    |           |           |  |  |       |       |
|  |                         | Гана                    | 2                    |       |              |              |                    |                    |           |           |  |  |       |       |
|  | Австрія                 | Гана                    | 2                    | 0     |              |              |                    |                    |           |           |  |  |       |       |
|  | Австрія                 | 29 червня — Джохор-Бару |                      | 0     |              |              |                    |                    |           |           |  |  |       |       |
|  | Японія                  | 1                       |                      |       |              |              |                    |                    |           |           |  |  |       |       |
|  | Японія                  | 1                       | Японія               | 1     |              |              |                    |                    |           |           |  |  |       |       |
|  | 26 червня — Алор-Сетар  |                         | Японія               | 1     |              |              |                    |                    |           |           |  |  |       |       |
|  |                         | Гана (д.ч.)             | 2                    |       |              |              |                    |                    |           |           |  |  |       |       |
|  | Гана                    | Гана (д.ч.)             | 2                    | 3     |              |              |                    |                    |           |           |  |  |       |       |
|  | Гана                    |                         | 5 липня — Шах-Алам   | 3     |              |              |                    |                    |           |           |  |  |       |       |
|  | ОАЕ                     | 0                       |                      |       |              |              |                    |                    |           |           |  |  |       |       |
|  | ОАЕ                     | 0                       | Уругвай              | 1     |              |              |                    |                    |           |           |  |  |       |       |
|  | 26 червня — Куантан     |                         | Уругвай              | 1     |              |              |                    |                    |           |           |  |  |       |       |
|  |                         | Аргентина               | 2                    |       |              |              |                    |                    |           |           |  |  |       |       |
|  | Іспанія                 | Аргентина               | 2                    | 2     |              |              |                    |                    |           |           |  |  |       |       |
|  | Іспанія                 | 29 червня — Шах-Алам    |                      | 2     |              |              |                    |                    |           |           |  |  |       |       |
|  | Канада                  | 0                       |                      |       |              |              |                    |                    |           |           |  |  |       |       |
|  | Канада                  | 0                       | Іспанія              | 0     |              |              |                    |                    |           |           |  |  |       |       |
|  | 25 червня — Шах-Алам    |                         | Іспанія              | 0     |              |              |                    |                    |           |           |  |  |       |       |
|  |                         | Ірландія                | 1                    |       |              |              |                    |                    |           |           |  |  |       |       |
|  | Ірландія (д.ч.)         | Ірландія                | 1                    | 2     |              |              |                    |                    |           |           |  |  |       |       |
|  | Ірландія (д.ч.)         |                         | 2 липня — Кучинг     | 2     |              |              |                    |                    |           |           |  |  |       |       |
|  | Марокко                 | 1                       |                      |       |              |              |                    |                    |           |           |  |  |       |       |
|  | Марокко                 | 1                       | Ірландія             | 0     |              |              |                    |                    |           |           |  |  |       |       |
|  | 26 червня — Джохор-Бару |                         | Ірландія             | 0     |              |              |                    |                    |           |           |  |  |       |       |
|  |                         | Аргентина               | 1                    |       | Фінал        | Фінал        |                    |                    |           |           |  |  |       |       |
|  | Англія                  | Аргентина               | 1                    | 1     | Фінал        | Фінал        |                    |                    |           |           |  |  |       |       |
|  | Англія                  | 29 червня — Кучинг      | 29 червня — Кучинг   | 1     |              |              | 5 липня — Шах-Алам | 5 липня — Шах-Алам |           |           |  |  |       |       |
|  | Аргентина               | 29 червня — Кучинг      | 29 червня — Кучинг   | 2     |              |              | 5 липня — Шах-Алам | 5 липня — Шах-Алам |           |           |  |  |       |       |
|  | Аргентина               | Аргентина               | 2                    | 2     | Гана         | 1            |                    |                    |           |           |  |  |       |       |
|  | 25 червня — Кучинг      | Аргентина               | 2                    |       | Гана         | 1            |                    |                    |           |           |  |  |       |       |
|  |                         | Бразилія                | 0                    |       | Ірландія     | 2            |                    |                    |           |           |  |  |       |       |
|  | Бразилія                | Бразилія                | 0                    | 10    | Ірландія     | 2            |                    |                    |           |           |  |  |       |       |
|  | Бразилія                |                         |                      | 10    |              |              |                    |                    |           |           |  |  |       |       |
|  | Бельгія                 | 0                       |                      |       |              |              |                    |                    |           |           |  |  |       |       |
|  | Бельгія                 | 0                       |                      |       |              |              |                    |                    |           |           |  |  |       |       |

### 1/8 фіналу
| 25 червня 1997 16:15 |

| Бразилія                                                                            | 10–0     | Бельгія |
| ----------------------------------------------------------------------------------- | -------- | ------- |
| Алваро 3', 13' Едер 32' Алекс 41', 48', 85' Роні 67', 78' Адаїлтон 82' Зе Еліаш 87' | Протокол |         |

| «Саравак», Кучинг Глядачів: 8,267 Арбітр: Саад Каміль Аль-Фадлі (Кувейт) |

| 25 червня 1997 17:30 |

| Уругвай                      | 3–0      | США |
| ---------------------------- | -------- | --- |
| Салаєта 24', 34' Олівера 41' | Протокол |     |

| «Шах-Алам», Шах-Алам Глядачів: 2,500 Арбітр: Георг Дарденн (Німеччина) |

| 25 червня 1997 19:15 |

| Мексика | 0–1      | Франція    |
| ------- | -------- | ---------- |
|         | Протокол | Люксен 90' |

| «Саравак», Кучинг Глядачів: 10,101 Арбітр: Убальдо Акіно (Парагвай) |

| 25 червня 1997 20:30 |

| Ірландія          | 2–1      | Марокко          |
| ----------------- | -------- | ---------------- |
| Фенн 35' Дафф 97' | Протокол | Інмен 43' (а.г.) |

| «Шах-Алам», Шах-Алам Глядачів: 3,000 Арбітр: Пітер Прендергаст (Ямайка) |

| 26 червня 1997 16:30 |

| Австралія | 0–1      | Японія        |
| --------- | -------- | ------------- |
|           | Протокол | Янагісава 44' |

| «Туанку Саєд Путра», Кангар Глядачів: 8,000 Арбітр: Леон Падро Борха (Мексика) |

| 26 червня 1997 17:15 |

| Англія       | 1–2      | Аргентина                   |
| ------------ | -------- | --------------------------- |
| Каррагер 49' | Протокол | Рікельме 10' (п.) Аймар 26' |

| «Ларкін», Джохор-Бару Глядачів: 17,000 Арбітр: Шандор Піллер (Угорщина) |

| 26 червня 1997 19:40 |

| Гана                         | 3–0      | ОАЕ |
| ---------------------------- | -------- | --- |
| Екон 32' Суле 79' Іссака 88' | Протокол |     |

| «Дарул Аман», Алор-Сетар Глядачів: 17,000 Арбітр: Аманд Ансьйон (Бельгія) |

| 26 червня 1997 19:40 |

| Іспанія             | 2–0      | Канада |
| ------------------- | -------- | ------ |
| Деус 77' Рівера 90' | Протокол |        |

| «Дарул Макмур», Куантан Глядачів: 10,000 Арбітр: Абдеррахім Ель-Арджун (Марокко) |

### Чвертьфінали
| 29 червня 1997 17:00 |

| Уругвай     | 1–1      | Франція     |
| ----------- | -------- | ----------- |
| Олівера 68' | Протокол | Трезеге 27' |
|             | Пенальті |             |
|             | 7–6      |             |

| «Шах-Алам», Шах-Алам Глядачів: 9,000 Арбітр: Фалья Н'Дой (Сенегал) |

| 29 червня 1997 17:00 |

| Аргентина                  | 2–0      | Бразилія |
| -------------------------- | -------- | -------- |
| Скалоні 79' Пересліндо 90' | Протокол |          |

| «Саравак», Кучинг Глядачів: 34,896 Арбітр: Жиль Весс'єр (Франція) |

| 29 червня 1997 20:00 |

| Іспанія | 0–1      | Ірландія        |
| ------- | -------- | --------------- |
|         | Протокол | Моллой 52' (п.) |

| «Шах-Алам», Шах-Алам Глядачів: 9,000 Арбітр: Леон Падро Борха (Мексика) |

| 29 червня 1997 20:00 |

| Японія        | 1–2      | Гана                   |
| ------------- | -------- | ---------------------- |
| Янагісава 80' | Протокол | Анса 9' Офорі-Куає 97' |

| «Ларкін», Джохор-Бару Глядачів: 18,700 Арбітр: Убальдо Акіно (Парагвай) |

### Півфінали
| 2 липня 1997 16:30 |

| Ірландія | 0–1      | Аргентина |
| -------- | -------- | --------- |
|          | Протокол | Ромео 55' |

| «Саравак», Кучинг Глядачів: 14,976 Арбітр: Кім Йон Джу (Південна Корея) |

| 2 липня 1997 20:30 |

| Уругвай                            | 3–2      | Гана                           |
| ---------------------------------- | -------- | ------------------------------ |
| Салаєта 13' Коельйо 45' Переа 105' | Протокол | Лоусон 45' Мелоньйо 78' (а.г.) |

| «Шах-Алам», Шах-Алам Глядачів: 15,000 Арбітр: Карл-Ерік Нільссон (Швеція) |

### Матч за третє місце
| 5 липня 1997 17:30 |

| Гана    | 1–2      | Ірландія           |
| ------- | -------- | ------------------ |
| Суле 5' | Протокол | Бейкер 2' Дафф 33' |

| «Шах-Алам», Шах-Алам Глядачів: 28,000 Арбітр: Пітер Прендергаст (Ямайка) |

### Фінал
| 5 липня 1997 20:30 |

| Уругвай    | 1–2      | Аргентина                 |
| ---------- | -------- | ------------------------- |
| Гарсія 15' | Протокол | Камб'яссо 26' Кінтана 43' |

| «Шах-Алам», Шах-Алам Глядачів: 62,000 Арбітр: Саад Каміль Аль-Фадлі (Кувейт) |

## Чемпіон
| Чемпіони світу U-20 1997 Аргентина (3-ій титул) Леонардо Франко • Леандро Куфре • Вальтер Самуель • Хуан Хосе Серрісуела • Естебан Камб'яссо • Дієго Маркіч • Дієго Кінтана • Хуан Роман Рікельме • Бернардо Даніель Ромео • Пабло Аймар • Пабло Мартін Родрігес • Крістіан Муньйос • Фабіан Куберо • Дієго Пласенте • Мартін Пересліндо • Ніколас Діес • Себастьян Аріель Ромеро • Ліонель Скалоні |

## Нагороди
По завершенні турніру були оголошені такі нагороди:
| Золотий бутс | Золотий м'яч    | Нагорода Fair Play |
| ------------ | --------------- | ------------------ |
| Адаїлтон     | Ніколас Олівера | Аргентина          |

## Бомбардири
10 голів
- Адаїлтон

5 голів
- Давід Трезеге

4 голи
- Бернардо Даніель Ромео
- Хуан Роман Рікельме
- Костас Салапасідіс
- Алекс
- Янагісава Ацусі
- Марсело Салаєта

3 голи
- Гюнтер Ван Ганденговен
- Зе Еліаш
- Денні Мерфі
- Майкл Оуен
- Тьєррі Анрі
- Едуардо Ліллінгстон
- Хосе Луїс Деус
- Фабіан Коельйо

2 голи
| - Ліонель Скалоні - Алваро - Фернандао - Роні - Петер Люксен - Баба Суле | - Пітер Офорі-Куає - Оно Харутака - Дзьодзьо Сіндзі - Дам'єн Дафф - Мікі Каммінз - Тревор Моллой | - Джунаїд Гартлі - Пак Джин Соп - Альберто Рівера - Хав'єр Фарінос - Ніколас Олівера |

1 гол
| - Дієго Пласенте - Дієго Кінтана - Естебан Камб'яссо - Мартін Пересліндо - Пабло Аймар - Денні Оллсопп - Едер Гаушо - Гаутьє Ремакль - Двейн Де Розаріо - Джейсон Бент - Стів Кіндел - Лі Цзіньюй - Ван Пен - Алонсо Соліс - Фройлан Ледесма - Стівен Брайс - Джеймі Каррагер - Пол Шеферд - Авуду Іссака - Баширу Гамбо - Джозеф Анса | - Мохамед Муктар - Одарті Лоусон - Річард Екон - Стівен Аппіа - Аттіла Сілі - Серж Дьє - Сулейман Сіссе - Фукуда Кендзі - Хірояма Нодзомі - Накамура Сюнсуке - Нагаї Юїтіро - Нік Ахмад Фадлі - Карлос Каріньйо - Херардо Торрес - Омар Сантакрус - Айссам Баруді - Хамід Терміна - Халід Хамма - Тарік Сектіуї - Сесар Касерес | - Густаво Морініго - Хуан Самудіо - Пауло да Сільва - Рауль Роман - Десмонд Бейкер - Ніл Фенн - Чун Сок Кин - Лі Юн Мін - Лі Кван Ву - Давід Альбельда - Дієго Рібера - Мігель Ангуло - Мохамед Казім - Ясер Салем Алі - Браян Вест - Хорхе Флорес - Альваро Переа - Ернан Родріго Лопес - Інті Подеста - Пабло Габріель Гарсія |

Автоголи
| - Мікаель Сільвестр (проти Бразилії) - Хайрун Халед Масром (проти Уругваю) - Юссеф Сафрі (проти Малайзії) | - Найлл Інмен (проти Марокко) - Абдулла Ахмед Абдулла (проти Англії) | - Раміро Корралес (проти Ірландії) - Алехандро Мелоньйо (проти Гани) |

## Підсумкова таблиця
| М                              | Збірна          | І | В | Н | П | ГЗ | ГП | РГ  | О  |
| ------------------------------ | --------------- | - | - | - | - | -- | -- | --- | -- |
| 1                              | Аргентина       | 7 | 6 | 0 | 1 | 15 | 7  | +8  | 18 |
| 2                              | Уругвай         | 7 | 4 | 2 | 1 | 14 | 6  | +8  | 14 |
| 3                              | Ірландія        | 7 | 4 | 1 | 2 | 9  | 7  | +2  | 13 |
| 4                              | Гана            | 7 | 4 | 1 | 2 | 12 | 8  | +4  | 13 |
| Вибули в чвертьфіналі          |                 |   |   |   |   |    |    |     |    |
| 5                              | Бразилія        | 5 | 4 | 0 | 1 | 25 | 5  | +20 | 12 |
| 6                              | Іспанія         | 5 | 4 | 0 | 1 | 10 | 3  | +7  | 12 |
| 7                              | Франція         | 5 | 3 | 1 | 1 | 10 | 8  | +2  | 10 |
| 8                              | Японія          | 5 | 2 | 1 | 2 | 12 | 9  | +3  | 7  |
| Вибули в 1/8 фіналу            |                 |   |   |   |   |    |    |     |    |
| 9                              | Англія          | 4 | 3 | 0 | 1 | 9  | 3  | +6  | 9  |
| 10                             | Австралія       | 4 | 2 | 1 | 1 | 5  | 4  | +1  | 7  |
| 11                             | Марокко         | 4 | 1 | 2 | 1 | 5  | 4  | +1  | 5  |
| 12                             | Мексика         | 4 | 1 | 1 | 2 | 6  | 3  | +3  | 4  |
| 13                             | Канада          | 4 | 1 | 1 | 2 | 3  | 5  | −2  | 4  |
| 14                             | Бельгія         | 4 | 1 | 1 | 2 | 4  | 14 | −10 | 4  |
| 15                             | США             | 4 | 1 | 0 | 3 | 2  | 6  | −4  | 3  |
| 16                             | ОАЕ             | 4 | 1 | 0 | 3 | 2  | 13 | −11 | 3  |
| Вибули після групового турніру |                 |   |   |   |   |    |    |     |    |
| 17                             | Парагвай        | 3 | 0 | 2 | 1 | 5  | 6  | −1  | 2  |
| 18                             | КНР             | 3 | 0 | 2 | 1 | 2  | 3  | −1  | 2  |
| 19                             | Кот-д'Івуар     | 3 | 0 | 1 | 2 | 2  | 5  | −3  | 1  |
| 20                             | Південна Африка | 3 | 0 | 1 | 2 | 2  | 6  | −4  | 1  |
| 21                             | Коста-Рика      | 3 | 0 | 1 | 2 | 3  | 11 | −8  | 1  |
| 22                             | Південна Корея  | 3 | 0 | 1 | 2 | 5  | 14 | −9  | 1  |
| 23                             | Угорщина        | 3 | 0 | 0 | 3 | 1  | 6  | −5  | 0  |
| 24                             | Малайзія        | 3 | 0 | 0 | 3 | 2  | 9  | −7  | 0  |